# Tarenna brevicymigera
Tarenna brevicymigera là một loài thực vật có hoa trong họ Thiến thảo. Loài này được W.C.Chen miêu tả khoa học đầu tiên năm 1986.